# Martignacco
Martignacco là một đô thị ở tỉnh Udine trong vùng Friuli-Venezia Giulia thuộc Ý, có cự ly khoảng 70 km về phía tây bắc của Trieste và khoảng 9 km về phía tây bắc của Udine. Tại thời điểm ngày 31 tháng 12 năm 2004, đô thị này có dân số 5.538 người và diện tích là 26,7 km².
Đô thị Martignacco có các frazioni (đơn vị cấp dưới, chủ yếu là các làng) Torreano, Nogaredo di Prato, Faugnacco, Ceresetto, và Casanova.
Martignacco giáp các đô thị: Basiliano, Fagagna, Moruzzo, Pagnacco, Pasian di Prato, Tavagnacco.